# Kutrzyca
Kutrzyca – szczyt o wysokości 1058 m n.p.m. w Beskidzie Wyspowym, znajdujący się na grzbiecie pomiędzy Krzystonowem a Jasieniem. Ze względu na umieszczony poniżej szczytu punkt pomiarowy o wysokości 1050,9, większość map i przewodników podaje wysokość 1051 m (zob. np.). Znajduje się tak blisko Jasienia (w odległości ok. 300 m), że uznawany jest często za jego drugi wierzchołek. Jest to też mało wybitny szczyt, ponad nieznaczną, niemal płaską przełęcz oddzielającą go od Jasienia wznosi się zaledwie na kilka metrów wysokości. Natomiast od północnej strony szczyt podcięty jest stromym urwiskiem. Znajduje się w grzbiecie stanowiącym dział wodny; potoki z jego wschodnich zboczy spływają do Kamienicy Gorczańskiej, ze zboczy zachodnich do Łososiny.
Pomiędzy wierzchołkami Kutrzycy i Jasienia, na ich wschodnich zboczach, znajduje się duża polana Skalne z dobrze zachowanym, dużym szałasem. Z polany tej i grzbietu łączącego obydwa szczyty rozciągają się szerokie widoki. Dobrze widać stąd pobliską Mogielicę i jej dwie polany Stumorgi i Wyśnikówkę. Na prawo od Mogielicy kolejno widoczne są: Cichoń z Ostrą, Modyń, Hala, Wysoki Wierch i Kiczora Kamienicka z masztem przekaźnikowym oraz Pieniny i Gorce.

## Szlaki turystyki pieszej
– żółty z Mogielicy przez Krzystonów i Jasień na przełęcz Przysłop. Czas przejścia: 3:20 h (↑ 4:20 h).